# Roy Ayers
Pour les articles homonymes, voir Ayers.
Roy Edward Ayers Jr. dit Roy Ayers, né le 10 septembre 1940 à Los Angeles (Californie) et mort le 4 mars 2025 à New York (État de New York), est un arrangeur, compositeur, interprète, musicien multi-instrumentiste et producteur américain. Surnommé le « godfather of Neo-Soul » (littéralement « parrain de la neo soul »), il a inspiré plusieurs courants musicaux, notamment l'acid jazz.

## Biographie
Roy Ayers grandit à Los Angeles dans une famille de musiciens : son père, préposé au stationnement, joue du trombone et sa mère enseignante donne des cours de piano,. Il étudie le piano et l'harmonie dans sa famille et au collège. Il pratique également la steel guitar, la flûte, la trompette et la batterie, et fait partie de la chorale de l'église. Bobby Hutcherson, qui est un de ses voisins, lui enseigne le jazz. À cinq ans, il se voit offrir une paire de baguettes de vibraphone par Lionel Hampton, mais ce n’est qu’à l’âge de 17 ans qu’il se met sérieusement à l’instrument. Il étudie la théorie de la musique au Los Angeles City College. Dès 1958, il commence à jouer, avec Phineas Newborn Jr, Curtis Amy, Teddy Edwards, Leroy Vinnegar, Vi Redd, dans une formation jazz orientée post-bop en 1962.
Influencé à ses débuts par Milt Jackson et Cal Tjader, son jeu est caractérisé par une virtuosité et un sens de la mélodie certains et un modernisme tempéré. En 1963, il forme un quartet avec Hampton Hawes, et est engagé par Gerald Wilson et Jack Wilson. Son premier album, West Coast Vibes, sort chez United Artists Records la même année.
En 1966, Reggie Workman (le bassiste du quartet de John Coltrane) persuade Roy de se joindre à une jam session avec Herbie Mann au Lighthouse Club de Hermosa Beach, qui déboucha sur une période de quatre années aux côtés du grand flutiste, dont une participation à son chef-d’œuvre Memphis Underground. Herbie Mann produisit ses trois premiers albums solos sur Atlantic Records, très jazz, qui lorgnent parfois comme chez Mann du côté du Brésilien Antonio Carlos Jobim.
En 1970, Roy quitte Herbie Mann et s’installe à New York où il forme son propre groupe, le Roy Ayers Ubiquity, en s’entourant de musiciens de premier plan, tels que Sonny Fortune, Billy Cobham, Harry Whitaker (de), Omar Hakim et Alphonse Mouzon. Après quelques tâtonnements du côté du jazz-rock de Herbie Hancock, et du jazz-soul de Herbie Mann, le groupe trouve rapidement sa voie en déclinant un jazz très funky, qui sur l’espace de douze albums, de 1970 à 1977, va marquer définitivement le son d’une époque. Il signe quelques-uns des titres les plus repris de tous les temps comme Everybody Loves the Sunshine (en) (1976), ainsi que d'autres projets dont RAMP (en) (initiales de Roy Ayers Music Project), dont le morceau Running Away reste l'un des grands succès de l'année 1977.

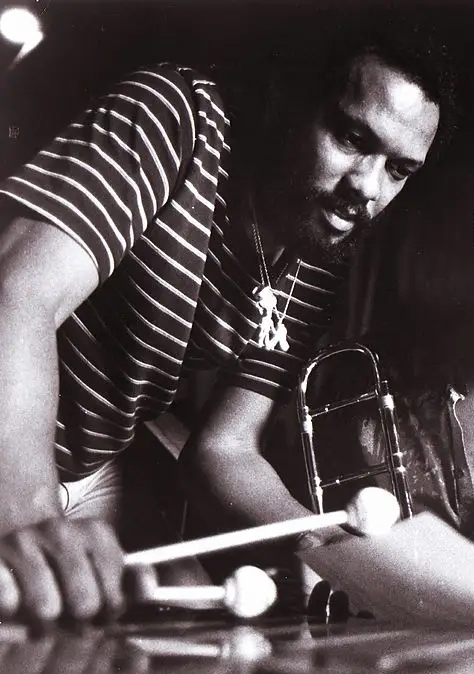
Roy Ayers en 1979.

Roy Ayers ne reste pas étranger au mouvement « blaxploitation » (films produits et réalisés entièrement par et pour des Noirs hors des studios hollywoodiens). Si les bandes originales composées par Isaac Hayes pour Shaft ou par Curtis Mayfield pour Superfly sont relativement plus connues, celle de Roy Ayers pour Coffy (Jack Hill, 1973), un des films phares de la comédienne Pam Grier, est l'une des plus accomplie du genre, oscillant en funk, soul et R&B.
En 1980, il signe un disque avec le fondateur de l'afrobeat, Fela Kuti, Music of many colors. La pochette en blanc sur fond noir montre leurs visages s'inscrivant dans le dessin des frontières du Nigeria. Morceau résolument dansant, bien plus disco que la version de 2000 Blacks enregistrée par Fela seul, représente en définitive une production sensiblement tardive de soul africaniste, un courant qui connait son heure de gloire chez les musiciens afro-américains entre 1968 et 1975. Il poursuit sa période afrobeat en solo avec Silver Vibrations en 1983, un album méconnu produit avec son propre label, Uno Melodic,.
La décennie 1990 le consacre comme figure majeure et tutélaire de l'acid jazz et du hip-hop ; par contrecoup, il devient l'artiste le plus samplé au monde aux côtés de James Brown et George Clinton, entre autres par les rappers,.
Dans les années 2000, Roy Ayers sort un album intitulé Mahogany Vibe (2004). Plusieurs compilations ont été éditées, dont en 2003 Virgin Ubiquity composée exclusivement d'inédits datant de 1976 à 1981. En 2008, il fait une apparition remarquée dans le jeu Grand Theft Auto IV en tant qu'animateur de la station de radio Fusion FM.
Roy Ayers s'est produit quatre fois au Montreux Jazz Festival dès 1971, en concert en France, notamment le 22 juillet 2009 au Cabaret Sauvage, le 6 août 2010 au Glazart à Paris, de nouveau au Cabaret Sauvage le 8 septembre 2012 dans le cadre du festival Jazz à la Villette et enfin au New Morning les 30 mars 2015 et 11 décembre 2015.
Il sort un ultime album en 2020 avec Ali Shaheed Muhammad et Adrian Younge. Il meurt le 4 mars 2025 à New York des suites d'une longue maladie,.
Entre autres influences, Pharrell Williams le considère comme l'un de ses phares musicaux.

## Discographie

### Albums studio
- 1963 : West Coast Vibes
- 1967 : Virgo Vibes
- 1968 : Stone Soul Picnic
- 1969 : Daddy Bug
- 1971 : Ubiquity
- 1972 : He's Coming
- 1973 : Red, Black and Green
- 1973 : Virgo Red
- 1974 : Change Up the Groove
- 1975 : A Tear to a Smile
- 1975 : Mystic Voyage
- 1977 : Vibrations
- 1976 : Everybody Loves the Sunshine
- 1977 : Lifeline
- 1978 : Let's Do It
- 1978 : You Send Me
- 1978 : Step into Our Life
- 1979 : Fever
- 1980 : Music of Many Colors (avec Fela Kuti)
- 1980 : No Stranger to Love
- 1981 : Africa, Center of the World
- 1981 : Love Fantasy
- 1982 : Feeling Good
- 1984 : In the Dark
- 1985 : You Might Be Surprised
- 1987 : I'm the One (for Your Love Tonight)
- 1989 : Wake Up
- 1992 : Double Trouble (avec Rick James)
- 1995 : Nasté
- 1998 : Spoken Word
- 1999 : Smooth Jazz
- 1999 : Juice
- 2000 : Perfection
- 2003 : Snoop
- 2004 : Mahogany Vibe
- 2005 : My Vibes
- 2011 : King of the Vibes

### Enregistrements publics
- 1973 : Live at the Montreux Jazz Festival
- 1990 : Fast Money
- 1991 : Searchin' (Live)
- 1992 : Hot
- 1993 : Good Vibrations
- 1994 : The Essential Groove – Live
- 1995 : Vibesman - Live at Ronnie Scott's
- 2001 : Live At Ronnie Scott's - London 1988

### Compilations
- 1978 : The Best Of Roy Ayers
- 1989 : Rare
- 1990 : Rare - Volume 2
- 1993 : Shining Symbol
- 1993 : Vibrant - The Very Best Of
- 1995 : Evolution: The Polydor Anthology
- 2002 : Essential Vibes
- 2003 : Destination Motherland - The Roy Ayers Anthology
- 2003 : The Universal Masters Collection
- 2003 : Virgin Ubiquity - Unreleased Recordings 1976-1981
- 2004 : Everybody Loves the Sunshine
- 2005 : The Essential
- 2005 : Virgin Ubiquity Part II - Unreleased Recordings 1976-1981
- 2005 : Gold
- 2008 : Mastercuts Legends (triple coffret comprenant également des compilations de Funkadelic et Sly and the Family Stone)